# Uzbekistans förstaliga (volleyboll, damer)
Uzbekistans förstaliga är den högsta serien i volleyboll för damer i Uzbekistan. Den bestod 2018 av sex lag.

## Resultat per år[2]
| Säsong                    | Podium            | Podium        | Podium             |
| Mästare                   | Tvåa              | Trea          |                    |
| ------------------------- | ----------------- | ------------- | ------------------ |
| 1992/1993 mer information | SKIF Tashkent     |               |                    |
| 1993/1994 mer information | SKIF Tashkent     |               |                    |
| 1994/1995 mer information | SKIF Tashkent     |               |                    |
| 1995/1996 mer information | SKIF Tashkent     |               |                    |
| 1996/1997 mer information | SKIF Tashkent     |               |                    |
| 1997/1998 mer information | SKIF Tashkent     |               |                    |
| 1998/1999 mer information | SKIF Tashkent     |               |                    |
| 1999/2000 mer information | SKIF Tashkent     |               |                    |
| 2000/2001 mer information | SKIF Tashkent     |               |                    |
| 2001/2002 mer information | SKIF Tashkent     |               |                    |
| 2002/2003 mer information | Yog-Moy Fargona   |               |                    |
| 2003/2004 mer information | Algoritm Tashkent |               |                    |
| 2004/2005 mer information | SKIF Tashkent     |               |                    |
| 2005/2006 mer information | SKIF Tashkent     |               |                    |
| 2006/2007 mer information | SKIF Tashkent     |               |                    |
| 2007/2008 mer information | SKIF Tashkent     |               |                    |
| 2008/2009 mer information | SKIF Tashkent     |               |                    |
| 2009/2010 mer information | SKIF Tashkent     |               |                    |
| 2010/2011 mer information | SKIF Tashkent     |               |                    |
| 2011/2012 mer information | SKIF Tashkent     |               |                    |
| 2012/2013 mer information | SKIF Tashkent     |               |                    |
| 2013/2014 mer information | SKIF Tashkent     | Nukus DPI     | Buqrot Andijan     |
| 2014/2015 mer information | SKIF Tashkent     | Nukus DPI     | Olimp Andijonkolle |
| 2015/2016 mer information | SKIF Tashkent     | Nukus DPI     | SKIF Tashkent-2    |
| 2016/2017 mer information | Nukus DPI         | Navoi Olimp   | Xorazm viloyat     |
| 2017/2018 mer information | SKIF Tashkent     | Nukus DPI     | Olimp Andijan      |
| 2018/2019 mer information | Nukus DPI         | SKIF Tashkent | Namangan           |
| 2021/2022 mer information | Nukus DPI         | Namangan      | Andijan            |